# Meninos da Vida
Meninos da vida (no original em italiano, Ragazzi di vita)  é um romance do cineasta italiano Pier Paolo Pasolini publicado em 1955.
A história gira em torno de Riccetto e um grupo de amigos que vivem a passagem da adolescência para o início da vida adulta, em uma Roma em transformação. Os eventos se passam do verão de 1943 até o início dos anos 50. Os jovens vivem uma vida de expediente à margem da sociedade, praticando pequenos delitos. Em um constante peregrinar pela cidade, o protagonista vê a vida a sua volta passar sem nenhuma esperança de mudança. A resignação é o elemento que o acompanha ao longo da história, até quando a morte de um dos seus amigos acontece.
Este foi o primeiro grande romance de sucesso de Pier Paolo Pasolini. Na ocasião de sua publicação, gerou enorme polêmica por causa dos termos dialetais e de calão utilizados, sendo o autor processado por "obscenidade". Mas acabou por ser absolvido de tal acusação.
Ragazzi di vita e Una vita violenta inspiraram seu primeiro filme Accattone (no Brasil, Desajuste social), de 1961.